# 김영배 (배우)
김영배(金永培, 1958년 6월 28일 ~ )은 대한민국의 배우이다.

## 생애
1958년 전라북도 김제시에서 태어났다. 1977년 연극배우로 활동을 시작해 1983년 KBS 한국방송공사 공채 10기 탤런트로 정식 데뷔하였다. 1990년에는 영화 《나의 사랑 나의 신부》의 조연으로 영화에 처음 출연하였다. 1994년 트로트 가수로도 데뷔하였는데 데뷔곡인 '남자답게 사는 법'이 큰 인기를 끌자 한동안 연기 활동을 중단했었다.

## 출연작

### TV 드라마
- 1984년 《독립문》 (KBS1)
- 1986년 《한지붕 세가족》 (MBC)
- 1988년 《한씨 연대기》 (KBS1)
- 1988년 《조선백자 마리아상》 (KBS1)
- 1990년 《1990년 12월 24일 눈 쏟아짐》 (KBS1)
- 1992년 《두려움 없는 사랑》 (SBS)
- 1994년 《서울의 달》 (MBC)

이 드라마 당시 대단히 히트하고 승승장구 했던 유행어 서울 대전 대구 부산 찍고 터닝
- 2000년 《태조 왕건》 (KBS1)
- 2003년 《헬로 발바리》 (KBS2) - 기철 부 역
- 2003년 《무인시대》 (KBS)
- 2004년 《그대는 별》 (KBS1) - 오씨 역
- 2005년 《고향역》 (KBS1) - 유집사 역
- 2006년 《순옥이》 (KBS1) - 김씨 역
- 2010년 《성균관 스캔들》 (KBS2) - 고장복 역
- 2011년 《공주의 남자》 (KBS2) - 전균 역
- 2011년 《위험한 여자》 (MBC) - 최이사 역
- 2012년 《부탁해요 캡틴》 (SBS) - 관제실 팀장 역
- 2013년 《가시꽃》 (JTBC) - 서석훈 역
- 2014년 《순금의 땅》 (KBS) - 양방기 역
- 2016년 《여자의 비밀》 (KBS) - 고봉남 역
- 2016년 《저 하늘에 태양이》 (KBS)

### 예능
- KBS 《퀴즈탐험 신비의 세계》
- KBS 《가족오락관》

## 음반
- 1994년 남자답게 사는 법
- 1996년 김영배 Ⅱ
- 2002년 사랑은 그런 거래

## 광고
- 1986년 삼양식품 삼양 3분 김치라면 (공동 출연: 배종옥)
- 1991년 오리온 - 에클레아 (공동 출연: 신윤정)
- 1993년 삼진제약 게보린 - 노래방편 (공동 출연: 강남길, 차주옥)
- 1993년 제일제당 로우로우 후랑크 (feat 김미숙 (배우))